# Ли Цзиньюй
Ли Цзинью́й (кит. упр. 李金羽, пиньинь Lǐ Jīnyǔ, род. 6 июля 1977 в Шэньяне, Ляонин, КНР) — китайский футболист и футбольный тренер.
На моент окончания карьеры являлся лучшим бомбардиром в истории чемпионата Китая (в настоящее время занимает шестое место), трижды завоёвывал Золотую бутсу лиги.

## Карьера игрока

### Клубная карьера
Ли Цзиньюй заработал свою репутацию рано, ещё когда он был игроком молодёжного состава «Шэньчжэнь Руби», который проходил стажировку в Бразилии. Позже он получил вызов в молодёжную сборную Китая, с которой сыграл на чемпионате мира 1997. Там он привлёк внимание скаутов французского клуба «Нанси», который арендовал его на один сезон. Ли не смог закрепиться в «Нанси», поэтому вернулся в Китай, а именно в «Ляонин Хувин». Там он сразу показал свой потенциал, который не смог проявить в «Нанси», он стал основным игроком команды, которая была близка к завоеванию чемпионского титула в 1999 году. В 2002 году он завоевал свою первую Золотую бутсу, однако за всё своё время с «Ляонин» он так и не выиграл ни одного клубного трофея.
В начале сезона 2004 года «Шаньдун Лунэн» был готов заплатить за Ли 4,9 млн юаней, на то время это сделало его самым дорогим игроком в истории китайского футбола. Он сразу же стал основным игроком команды и в конце сезона помог ей выиграть Кубок Китайской футбольной ассоциации и Кубок Китайской Суперлиги. Сезон 2006 года был ещё более успешным, Ли выиграл чемпионский титул, Кубок КФА и Золотую бутсу. В сезоне 2007 года он официально стал лучшим бомбардиром в истории лиги, побив рекорд Хао Хайдуна, однако он не смог помочь «Шаньдун» завоевать чемпионский титул. В следующем сезоне результативность Ли упала, он забил лишь шесть мячей, тем не менее он выиграл ещё один чемпионский титул. К сезону 2010 года Ли выпал из основы, однако он снова выиграл чемпионат, после чего решил уйти в отставку.

### Международная карьера
После участия в молодёжном чемпионате мира 1997 года Ли сразу же перешёл в основную сборную и дебютировал 1 февраля 1997 года в товарищеском матче против США (1:1). В итоге он стал основным игроком китайской сборной и участвовал с ней в нескольких неудачных отборочных этапах кубка мира. Его самым большим достижением было серебро на Кубке Азии 2004, он был ключевым игроком команды, которая дошла до финала и уступила там Японии со счётом 3:1. Когда Китай играл матчи отбора к Кубку Азии 2007, тренер Чжу Гуанху перестал вызывать его в команду для участия в турнире. Он считал, что уровень игры Ли недостаточно высок, чтобы включить его в состав сборной.

## Тренерская карьера
Ли начал тренерскую карьеру, став помощником главного тренера женской сборной Китая, а затем — тренера «Шэньян Чжунцзе». 13 мая 2013 года он был назначен на пост главного тренера клуба, заменив Лю Чжицая, который был уволен из клуба в тот же день после серии плохих результатов.
22 января 2016 года вошел в тренерский штаб футбольного клуба «Шицзячжуан Эвер Брайт». 15 июля 2016 года после увольнения с поста главного тренера Ясена Петрова стал исполняющим обязанности главного тренера.